# Liste von Persönlichkeiten aus Novazzano
Diese Liste enthält in Novazzano im Kanton Tessin geborene Persönlichkeiten und solche, die in Novazzano ihren Wirkungskreis hatten, ohne dort geboren zu sein. Die Liste erhebt keinen Anspruch auf Vollständigkeit.

## Persönlichkeiten
(Sortierung nach Geburtsjahr)
- Adelsfamilie de Novazzano. [1]

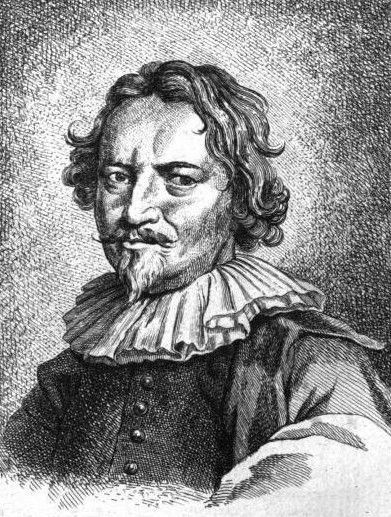
Carlo Fontana auf einem Stich um 1774.

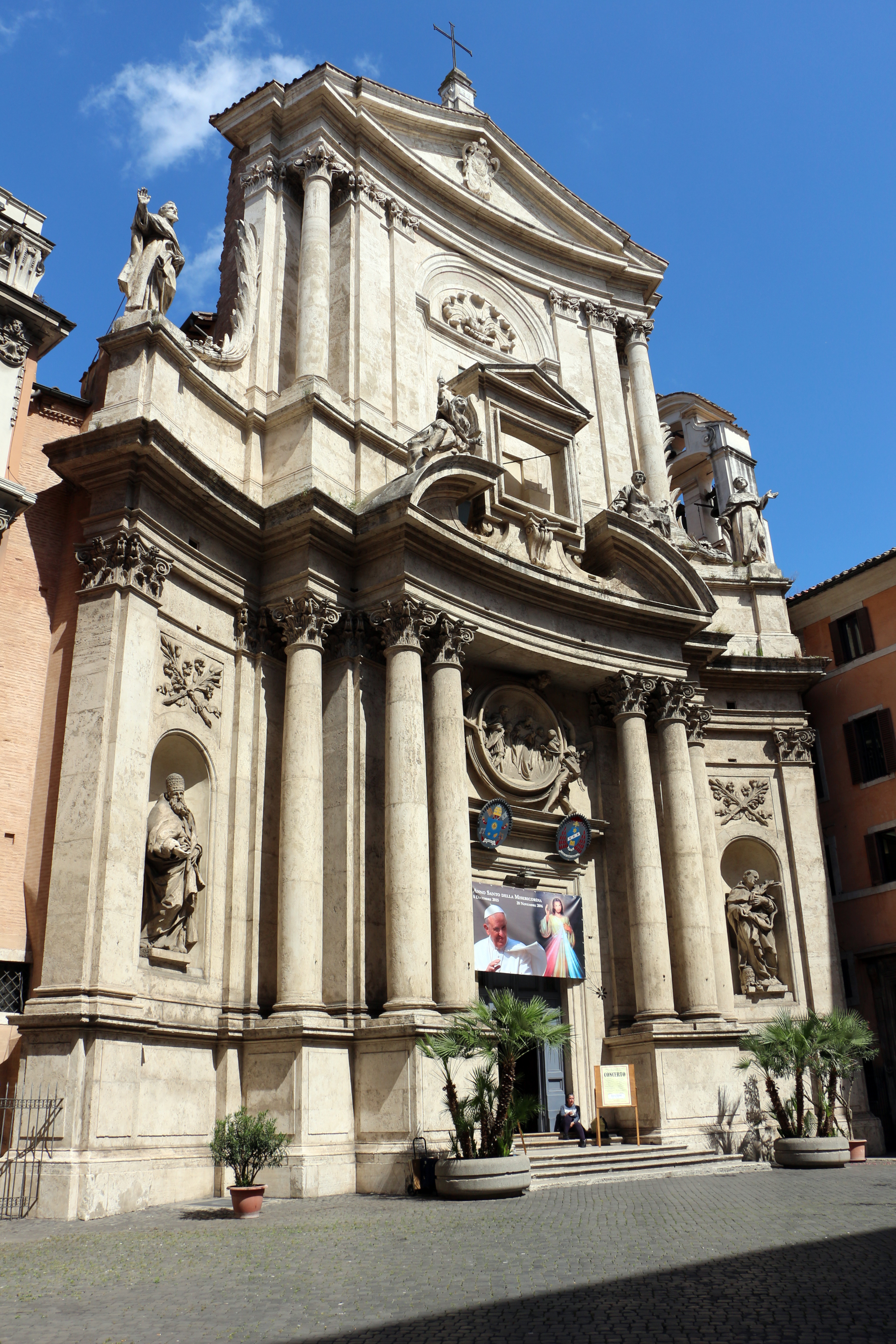
Carlo Fontana: Fassade der Kirche San Marcello al Corso, Rom

Giorgio Morniroli (1992)

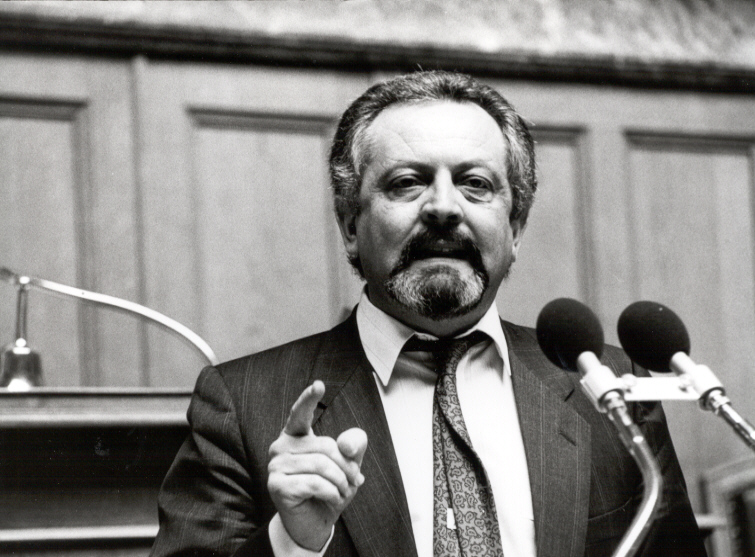
Dario Robbiani im Nationalrat

  - Baltardo de Nepotiano (* um 840 in Novazzano; † nach 875 ebenda), Adel, Vertreter des Bischofs von Como in Lugano[1]
  - Olrichus von Novazzano (* um 1000 in Novazzano; † nach 1046 ebenda), Adel, er versuchte sich den Abgaben zu entziehen, die er dem Bischof von Como schuldete[1]
  - Alberto de Novazzano (* um 1180 in Novazzano; † nach 1239 in Locarno), Domherr der Kirche San Fedele in Como, einer der ersten Erzpriester von Locarno[2]; Idem: Idem. In: Idem.[1] Vielleicht auch Abt der Abtei von Disentis[3]
  - Guglielmo de Novazzano (* um 1180 in Novazzano; † nach 1221 in Como), præceptor consulum de justitia von Como[1]

- Familie Fontana, Zweig von Bruciata. [4]
  - Annibale Fontana (* um 1510 in Bruciata, Fraktion von Novazzano; † nach 1587 ebenda), Bildhauer in Mailand und Pavia[4][5]
  - Orazio Fontana (* um 1565 in Bruciata; † nach 1601 ebenda), Architekt in Böhmen[4]
  - Carlo Fontana (1638–1714), Architekt in Rom
  - Carlo Stefano Fontana (* um 1655 in Novazzano ?; † 1711 ebenda in Rom), ein Schweizer Architekt Neffe von Carlo[6]
  - Girolamo Fontana (* um 1660 in Novazzano ?; † nach 1714 in Rom ?), Bruder des Carlo Stefano, Architekt[7][4]
  - Francesco Fontana (* 23. April 1668 in Rom; † 3 luglio 1708 in Castel Gandolfo), Sohn des Carlo, Architekt, Ingenieur[8][9][4]
  - Giuseppe Fontana senior (* 1644 in Novazzano; † 1699 in Warschau), Architekt tätig mit seinem Sohn Giacomo an der Heilig-Kreuz-Basilika (Warschau)[4]
  - Mauro Fontana (* 1701 in Rom; † 1767 ebenda)[4]

- Familie Albisetti. [10]
  - Carlo Albisetti (* 1833 in Novazzano; † 1908 ebenda), Abgeordneter im Tessiner Grossen Rat[10]
  - Pietro Albisetti (* 1841 in Novazzano; † 1909 ebenda), Politiker[10]
  - Carlo Albisetti (* 1878 in Novazzano; † nach 1919 ebenda), Enkel von Francesco, kantonaler Forstinspektor und seit 1917 Major im Generalstab; seit 1919 Kommandant des Tessiner Bataillon 95.[10]
  - Giuseppe Albisetti (* 14. März 1880 In Novazzano; † nach dem 1916 ebenda), Sohn des Trifone, Polizeidirektor in Lugano, seit 31. Dezember 1916 Kommandant des Landwirtbataillons 175.[10]

- Giuseppe Crivelli (* 5. Oktober 1900 in Uggiate; † 17. November 1975 in Grenchen), aus Novazzano, Priester, Leiter der Caritaszentrale in Luzern, Vorstandsmitglied von Pro Juventute und Pro Infirmis[11]
- Anita Spinelli oder Annita Giuseppina Corti (1908–2010) aus Breggia, Malerin tätig in Pignora (Gemeinde Novazzano) und Zeichnerin schuf Figurenbilder und Landschaften
- Adriano Soldini (1921–1989), Rektor, Schriftsteller und Literaturkritiker
- Luigi Cansani (1927–2017), 1951 Priester, Pfarrer von Brusino Arsizio, Pianist, Organist, Dozent und Komponist[12]
- Valerio Crivelli (* 20. August 1933 in Novazzano; † 7. März 2007 in Lugano), Priester, engagiert im liturgischen Bereich, Redner, Katholischer Medienpreis für seine Aktivität an der Radiotelevisione Svizzera[13]
- Giorgio Morniroli (1936–2017), Arzt, Politiker
- Dario Robbiani (1939–2009), Politiker (PS), Nationalrat, Journalist
- Gianstefano Galli (* 1943 in Brissago TI), Lehrer, Radierer[14]
- Giovanni Soldati (* 1953 in Pedrinate), Lehrer, Schriftsteller, wohnt in Novazzano[15]
- Manrico Padovani (* 1973 in Zürich) Violinist und Dirigent, wohnhaft in Novazzano.